# 嚴慶澍
嚴慶澍（1919年9月29日—1981年11月26日），江蘇吳縣人。筆名唐人、阮朗、高山客、江杏雨、洛風、陶奔、張壁、顏開等。代表作有《金陵春夢》、《草山殘夢》、《宋美齡的大半生》等。

## 作品
香港地下黨1949年之後的任務之一是醜化蔣中正，《金陵春夢》是其中最成功的傑作。嚴慶澍的代表作長篇小說《金陵春夢》是一部關於蔣中正的章回體小說，由蔣中正發跡寫到南京國民政府遷到台灣。它的續集《草山殘夢》由蔣中正到台灣執政寫到病逝。另一部小說《蔣後主秘錄》是針對日本產經新聞社彙編的《蔣總統秘錄》而寫，署名今屋奎一。
根據他的電影劇本在香港拍攝的電影有《華燈初上》、《姊妹曲》等12部。

## 相關作品
畫家黃永玉最重要的電影作品是1951年創作的喜劇電影《兒女經》，當時黃永玉沒有兒女，劇本是根據嚴慶澍的家庭生活為素材而創作。黃永玉說：「寫這部戲的動機是來自我一位好友身上，一天到晚吵個不休，前因後果，未始不是一個複雜的社會問題。我想，弄一部以孩子教育問題為中心的戲出來一定是蠻有意思的。」「我寫的是我親近的朋友，有名有姓的人，他是一位有才能和值得尊敬的新聞工作者，有些地方，在感情上我無法不入迷地原原本本把他的真實生活借用過來。比如，他的階層屬性 ———思想生活，經濟狀況，文化水平……———我幾乎沒有改動，他全家的一切在我寫這部戲的時候佔著很重要的份量。」